# خردلة
الخردلة أو الخردلية (بالإنجليزية: Silique)‏ (وجمعها خرادل)، هي من أنماط الثمرة وتتكون من خبائين. تحتوي عدداً كبيراً من البذور. تنفتق الثمرة عند الرفاء (الحاجز المركزي) عند النضج. من النباتات التي تنتج هذا النمط من الثمار نباتات الفصيلة الصليبية مثل السلجم والكتان وكيس الراعي والكاميلينا والخردل الأسود.

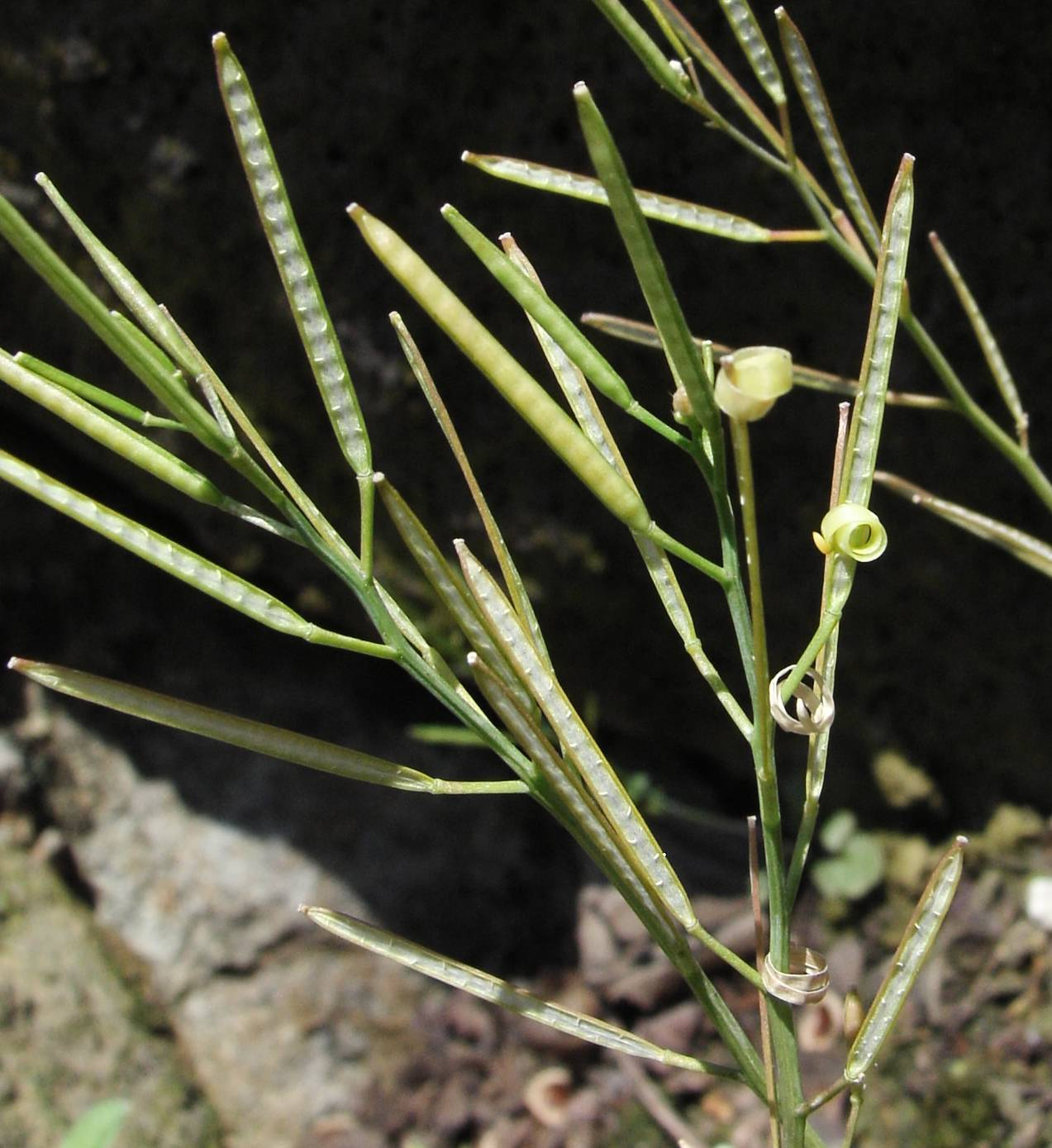
خرادل

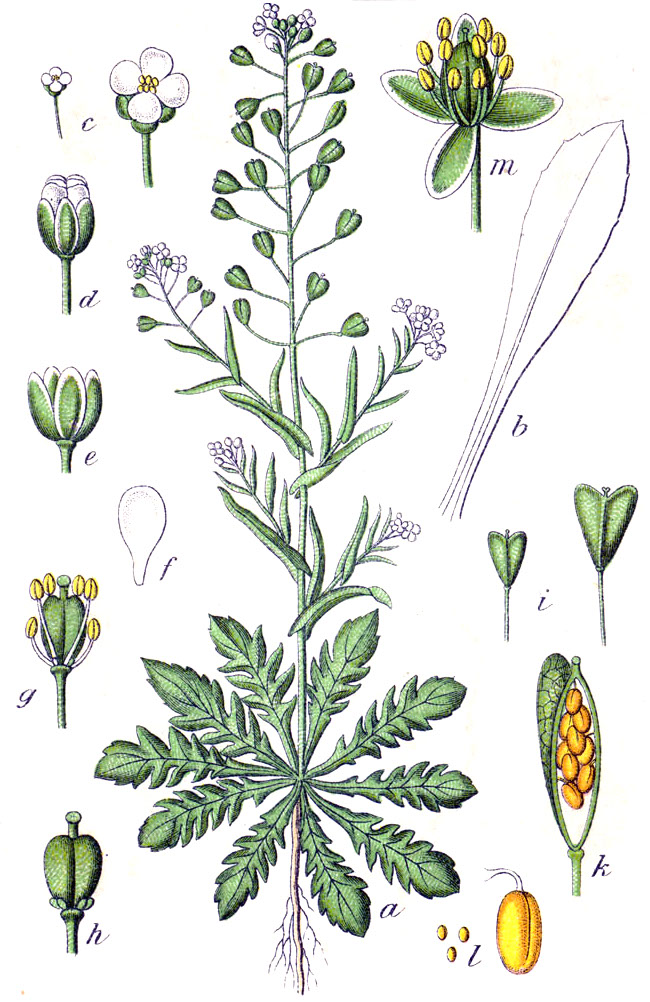
رسم توضيحي لنبات كيس الراعي يظهر خرادل